# FDP-Europaparteitag 2014
Koordinaten: 50° 42′ 16,9″ N, 7° 8′ 5″ O

Christian Lindner am Rednerpult

Den Europaparteitag 2014 hielt die FDP am 19. Januar 2014 in Bonn ab. Es handelte sich um eine Bundesvertreterversammlung zur Aufstellung der Liste zur Europawahl 2014. Die Veranstaltung fand im Maritim-Hotel Bonn statt.

## Verlauf
Auf dem Europaparteitag der Freien Demokraten wurde Alexander Graf Lambsdorff mit 86,2 Prozent der Stimmen zum Spitzenkandidaten bestimmt. Außerdem wurde über das Programm der FDP für die Wahl zum Europäischen Parlament 2014 mit dem Leitthema: Das braucht Europa! abgestimmt.

## Kandidatenliste

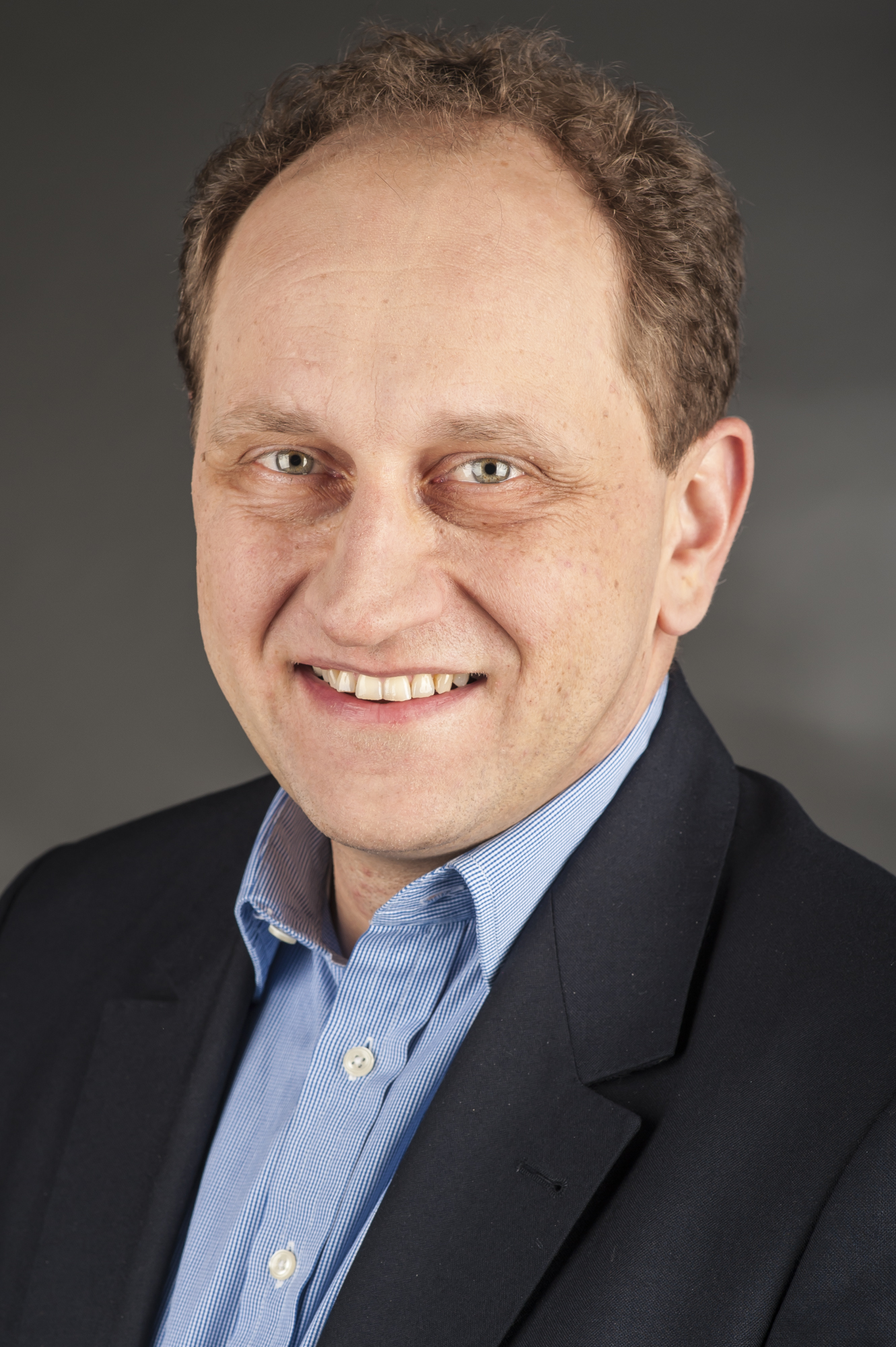
Alexander Graf Lambsdorff

Die Kandidaten 1 bis 20 nach Listenplätzen:
1. Alexander Graf Lambsdorff, MdEP (Nordrhein-Westfalen)
2. Michael Theurer, MdEP (Baden-Württemberg)
3. Gesine Meißner, MdEP (Niedersachsen)
4. Nadja Hirsch, MdEP (Bayern)
5. Wolf Klinz, MdEP (Hessen)
6. Britta Reimers, MdEP (Schleswig-Holstein)
7. Alexandra Thein, MdEP (Berlin)
8. Cécile Bonnet-Weidhofer (Mecklenburg-Vorpommern)
9. Renata Alt (Baden-Württemberg)
10. Arian Kriesch (Bayern)
11. Najib Karim (Hamburg)
12. Christiane Gaehtgens (Brandenburg)
13. Matthias Purdel (Thüringen)
14. Friedhelm Pieper (Rheinland-Pfalz)
15. Gerry Kley (Sachsen-Anhalt)
16. Roland König (Saarland)
17. Magnus Buhlert (Bremen)
18. Hasso Mansfeld (Rheinland-Pfalz)
19. Beret Roots (Nordrhein-Westfalen)
20. Konstantin Kuhle (Niedersachsen)

## Beschlüsse
Der Europaparteitag sprach sich u. a. dafür aus, dass im Falle des Abschlusses des TTIP-Abkommens zwischen der Europäischen Union und den USA die Anliegen von hoher kultureller Bedeutung ausreichend Berücksichtigung finden müssten, daher audiovisuelle Dienstleistungen ausgenommen bleiben müssten und das Urheberrecht in seiner in Europa gültigen Form nicht angetastet werden dürfe.
Weiterhin beriet der Parteitag einen Antrag zu den No Spy-Verhandlungen zwischen Deutschland und den USA.